# 蘭嶼羅漢松
蘭嶼羅漢松（學名：Podocarpus costalis）；達悟語：Pazopo），羅漢松屬植物，1988年公告為臺灣珍貴稀有植物，2001年9月27日公告解除。

## 分布
蘭嶼羅漢松產於台灣台東縣蘭嶼鄉斷崖壁上及近海石灰岩上，以及菲律賓北方近蘭嶼的巴丹島一帶。蘭嶼羅漢松主要分布於海拔0－300米。

## 特徵
葉為線狀倒披針形，前端圓，極少鈍，無葉柄，邊緣略反捲，葉綠色。雌雄異株，雄毬果單生，圓柱形，由多數雄配子構成，頂端微凸；雌毬果單生，種子橢圓形，具硬殼，基部有肉質托，種托成熟時呈深紫色。

## 命名
羅漢松屬的種子，下方皆有一個成熟後轉為紅色的種托，配合上方球型的種子，看似一個穿著紅袈裟的羅漢，因此被稱為羅漢松。

## 保育
本種已被列入瀕危野生動植物種國際貿易公約附錄一當中。

## 扩展阅读
- 維基物種上的相關：蘭嶼羅漢松

## 外部連結
- 更多蘭嶼羅漢松介紹 （页面存档备份，存于）